# Zvonko Petričević
Zvonimir (Zvonko) Petričević zvan Đimi (Prizren, 26. srpnja 1940. – Zagreb, 20. siječnja 2009.) je bio hrvatski košarkaš. Igrao je za državnu reprezentaciju Jugoslavije. Bio je diplomirani arhitekt i vrsni likovni umjetnik:  slikar i grafičar, koji je djela izlagao diljem svijeta. 
Završio je Školu Primijenjene umjetnosti i dizajna. Diplomirao je na Arhitektonskom fakultetu u Zagrebu, a u Belgiji, u Antwerpenu završio je poslijediplomski studij. Studije je nastavio i u SAD-u, u Kaliforniji. Govorio je uz materinji jezik, njemački, engleski, francuski jezik. Svirao je klavir, bio je veliki ljubitelj klasične glazbe,  književnosti i filmske umjetnosti.

## Klupska karijera
Igrao je za Lokomotivu iz Zagreba. U prosjeku je postizao 25 koševa po utakmici. Suigrači su mu bili Eduard Bočkaj, Damir Đaković, Ivan Franić, Mirko Glogovac, Većeslav Kavedžija, Dragan Kovačić, Boris Lalić, Ilija Matijević, Zdravko Momčilović, Mirko Novosel, Milivoj Omašić, Matan Rimac, Ivica Valek i drugi.
Planirao je igrati u NBA. Radi toga se je zaputio u SAD gdje je bio u profesionalnim košarkašim kampovima. Uspješno ih je prošao i trebao je igrati u NBA s Chicago Bulls-ima, no odlučio se za poslovnu karijeru, kao arhitekt. Nakon dugogodišnjeg rada u svojoj profesiji, došao je do visoke pozicije dopredsjednika poznate američke arhitektonske tvrtke za područje Srednjeg Istoka. 

## Reprezentativna karijera
Za državnu reprezentaciju Jugoslavije je odigrao 104 susreta. Sudjelovao je na dvjema Olimpijadama (Rim, 1960 i Tokio, 1964). Osvajač je srebrnog odličja sa svjetskog prvenstva u Brazilu (Rio de Janeiro 1963), dvaju europskih prvenstava te jedne bronce s europskog prvenstva.